# Distritos de Siria

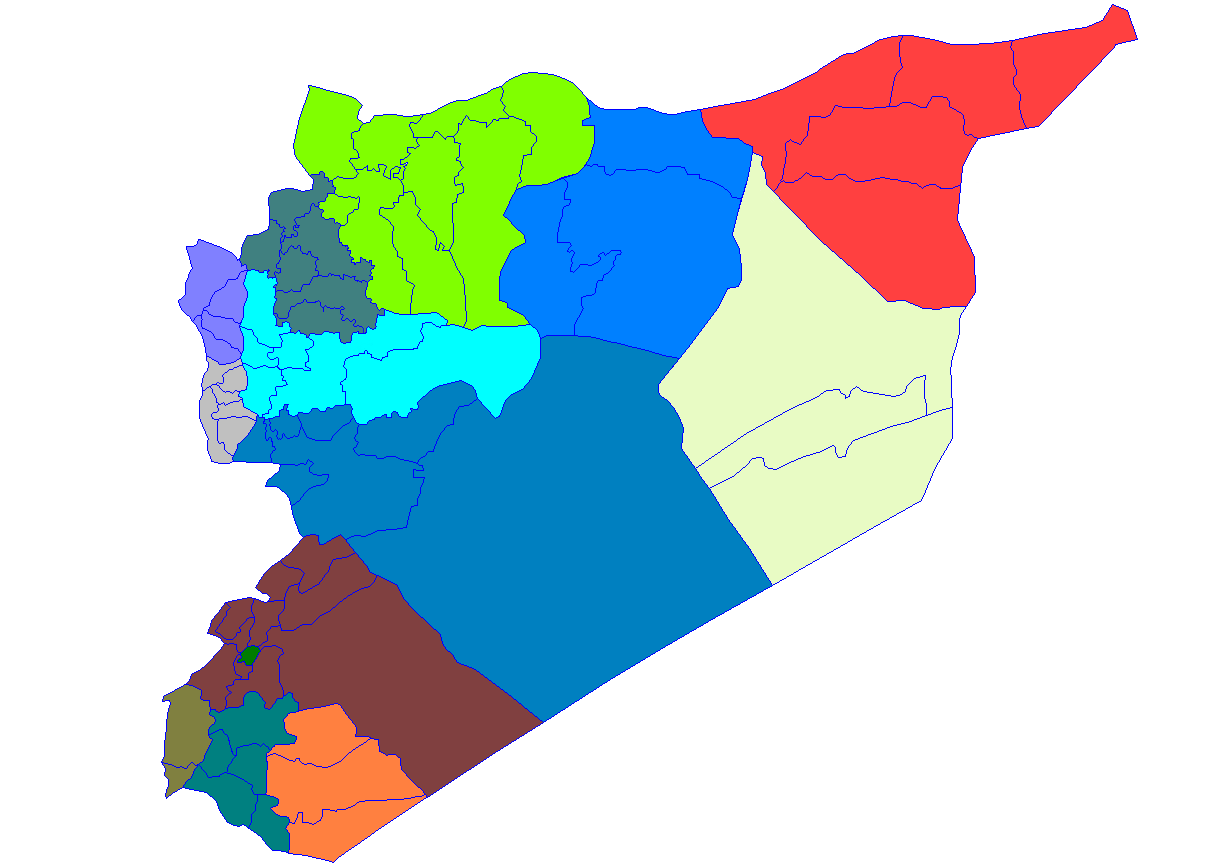
Distritos de Siria
Gobernación de Alepo
Gobernación de Damasco
Gobernación de Daraa
Gobernación de Deir ez-Zor
Gobernación de Hama
Gobernación de Hasakah
Gobernación de Homs
Gobernación de Idlib
Gobernación de Latakia
Gobernación de Quneitra
Gobernación de Raqqa
Gobernación de Rif Dimashq
Gobernación de As-Suwayda
Gobernación de Tartús

Las catorce gobernaciones de Siria, o «muhafazat» (sing. muhafazah) están divididas en 65 distritos, o manatiq (sing. mintaqah), incluyendo a la ciudad de Damasco. A su vez, los distritos se divide en 281 subdristritos o nawahi (sing. nahiya). Los distritos tienen el mismo nombre que su capital.
Tanto los distritos como los subdistritos están administrados por  oficiales nombrados por el gobernador, siempre bajo la aprobación del ministro del interior. Los oficiales trabajan conjuntamente con concejales de distrito elegidos para atender las necesidades locales, y servir de intermediarios entre el gobierno central y los dirigentes locales tradicionales, como jefes del pueblo, dirigentes de un clan y consejos de mayores.

## Lista de distritos
Los 65 distritos se enumeran a continuación por gobernación (con las capitales de distrito en negrita). La ciudad de Damasco funciona como una gobernación, un distrito y un subdistrito. Partes de la gobernación de Quneitra han estado bajo ocupación israelí desde 1967 (véase: Altos del Golán).

### Gobernación de Alepo

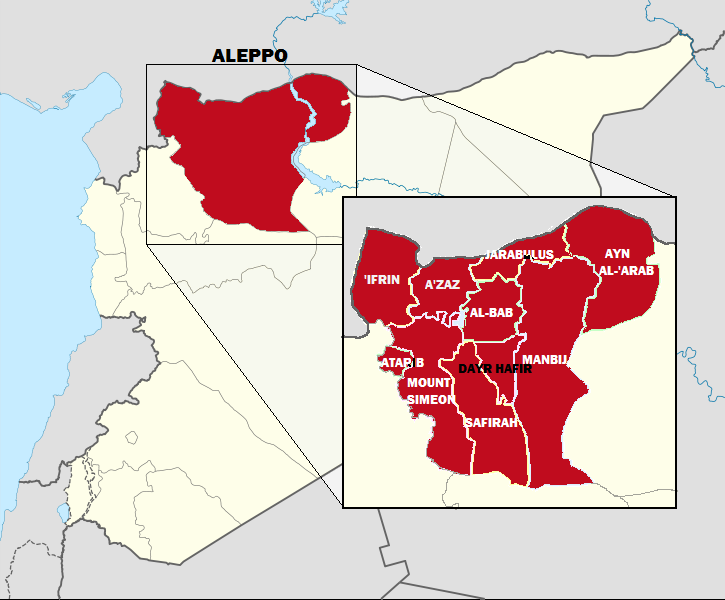

- Distrito de Afrin
- Distrito de Al-Bab
- Distrito de Atarib
- Distrito de Ayn al-Arab
- Distrito Azaz
- Distrito de Dayr Hafir
- Distrito de Yarábulus
- Distrito de Manbij
- Distrito del Monte Simeón
- Distrito de Safirah

### Gobernación de Damasco

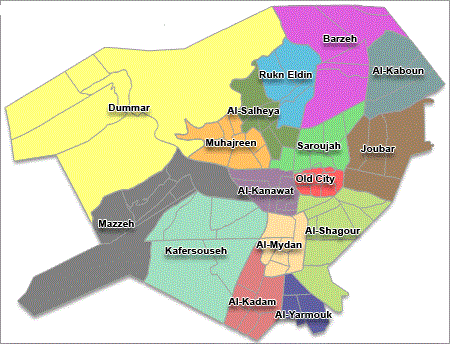

- Distritos de Damasco
  - Ciudad vieja de Damasco
  - Barzeh
  - Dummar
  - Jobar
  - Al-Qanawat
  - Kafersuseh
  - Mezzeh
  - Al-Midán
  - Al-Muhajirín
  - Qabún
  - Qadam
  - Rukeneddín
  - Al-Salihíe
  - Saruja
  - Ash-Shaghur
  - Yarmuk

### Gobernación de Dar'a

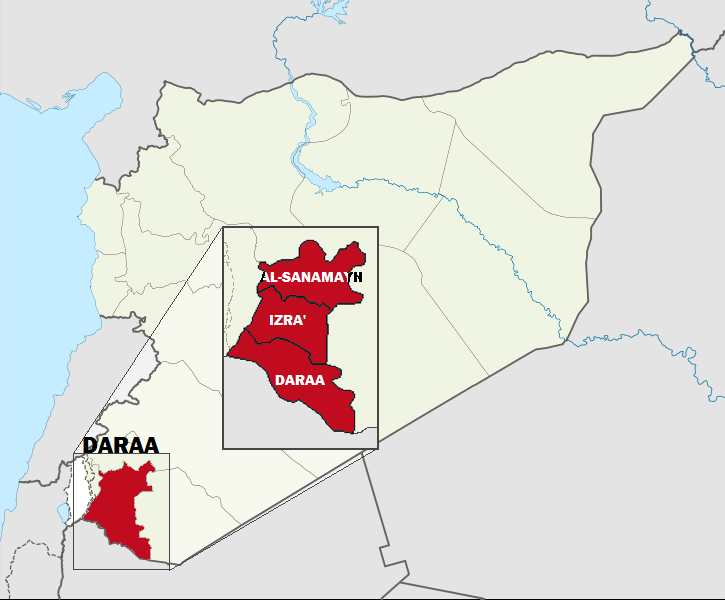

- Distrito de Al-Sanamayn
- Distrito de Daraa
- Distrito de Izra

### Gobernación de Deir ez-Zor

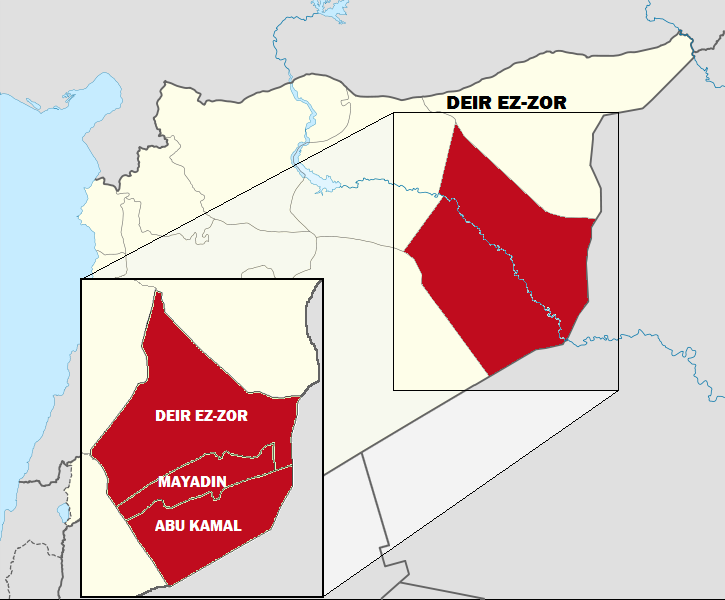

- Distrito de Abu Kamal
- Distrito de Deir ez-Zor
- Distrito de Mayadin

### Gobernación de Hama

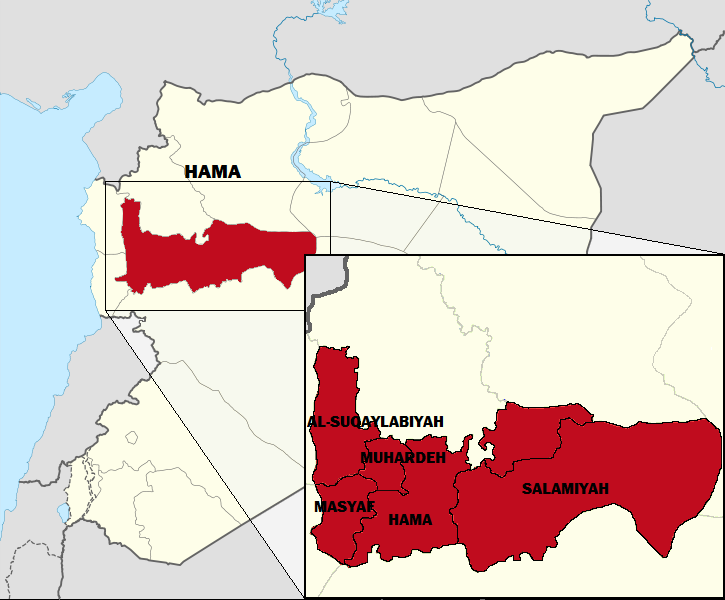

- Distrito de Salamíe
- Distrito de Al-Suqeilabiya
- Distrito de Hama
- Distrito de Masyaf
- Distrito de Muhrada

### Gobernación de Hasaka

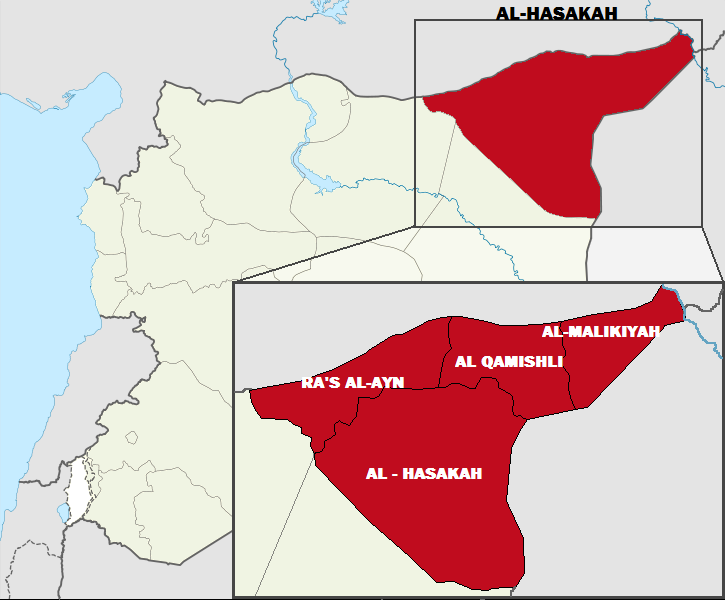

- Distrito de Hasakah
- Distrito de Al-Malikiyah
- Distrito de Qamishli
- Distrito de Ra's al-'Ayn

### Gobernación de Homs

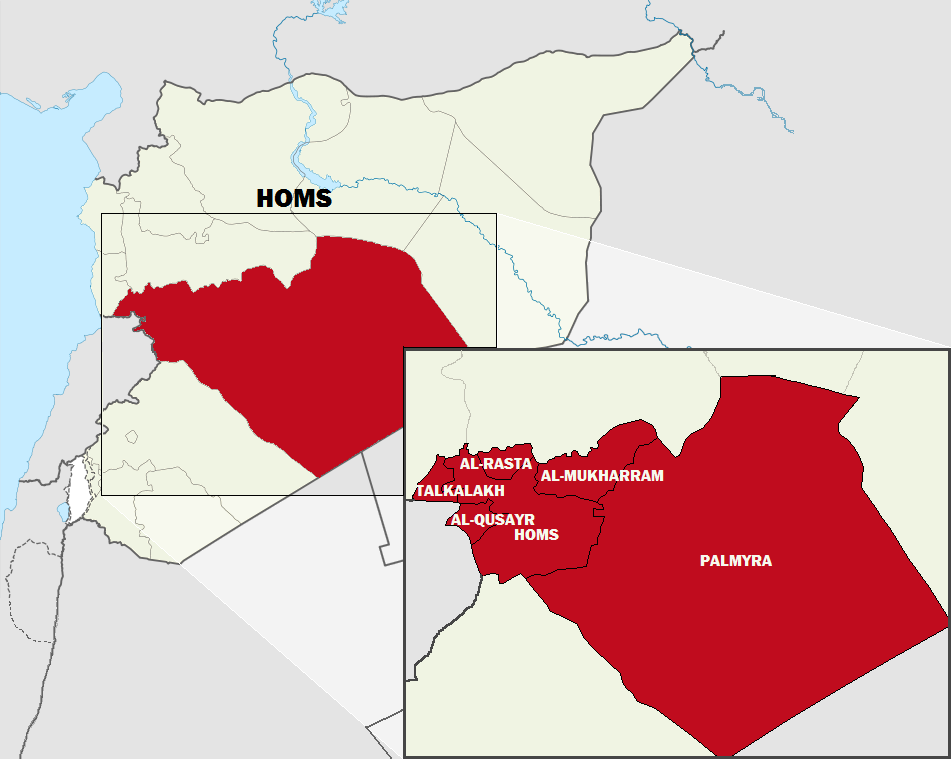

- Distrito de Al-Mukharram
- Distrito de Al-Qusayr
- Distrito Ar-Rastan
- Distrito de Homs
- Distrito de Tadmur
- Distrito de Taldou
- Distrito de Talkalakh

### Gobernación de Idlib

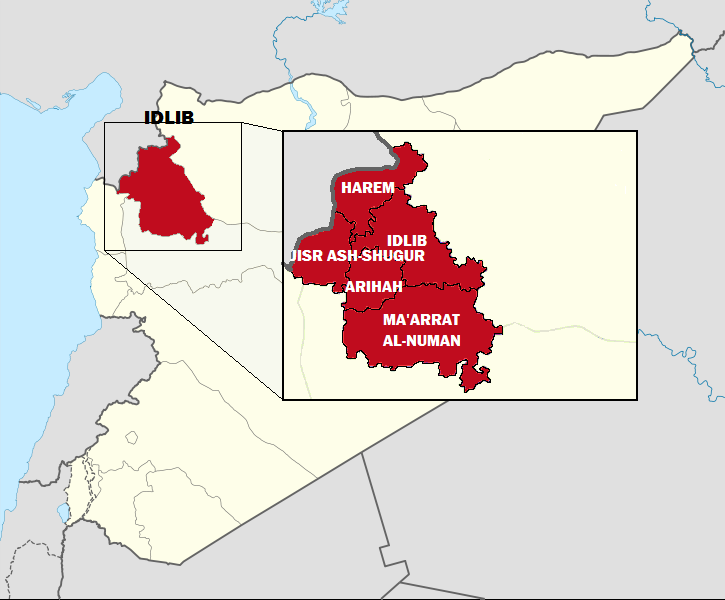

- Distrito de Arihah
- Distrito del harén
- Distrito de Idlib
- Distrito de Jisr al-Shughur
- Distrito de Maarat al-Numan

### Gobernación de Latakia

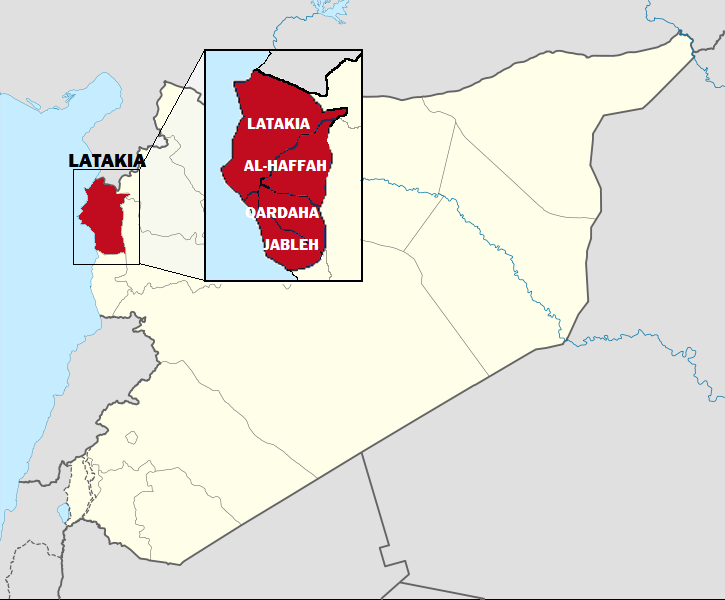

- Distrito de Al-Haffah
- Distrito de Jableh
- Distrito de Latakia
- Distrito de Qardaha

### Gobernación de Quneitra

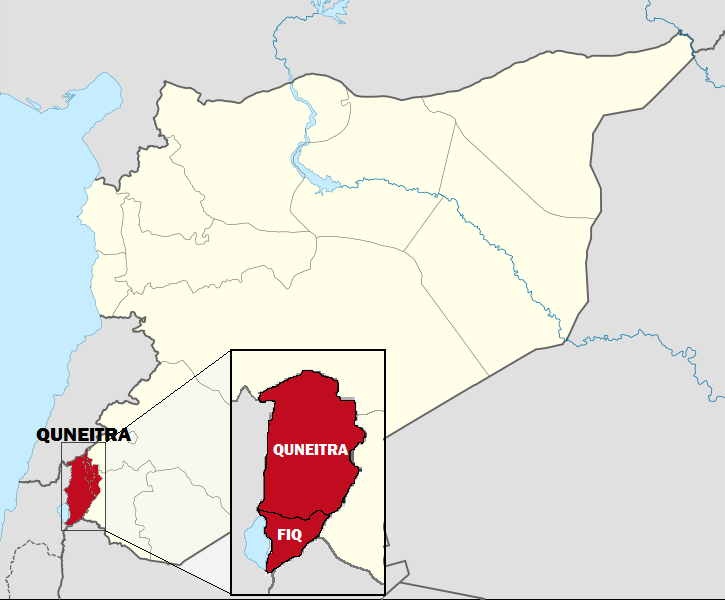

- Distrito de Fiq
- Distrito de Quneitra

### Gobernación de Al Raqa

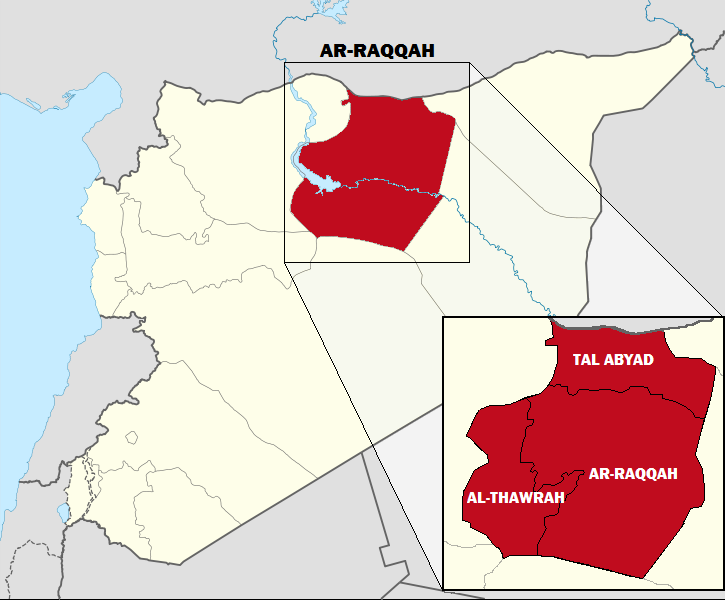

- Distrito de Al-Thawrah
- Distrito de Raqqa
- Distrito de Tell Abyad

### Gobernación de la Campiña de Damasco

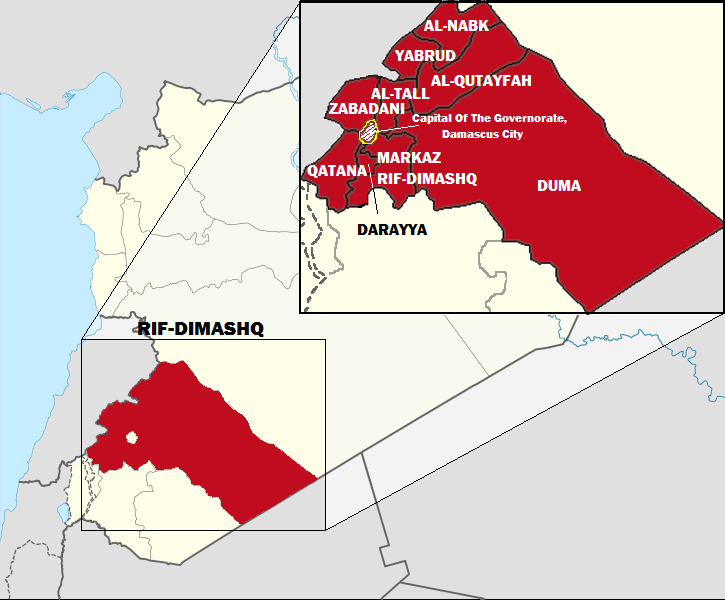

- Distrito de Al-Nabk
- Distrito de Al-Qutayfah
- Distrito Al-Tall
- Distrito Al-Zabadani
- Distrito de Darayya
- Distrito de la Duma
- Distrito de Markaz Rif Dimashq
- Distrito de Qatana
- Distrito de Qudsaya
- Distrito de Yabrud

### Gobernación de As-Suwayda

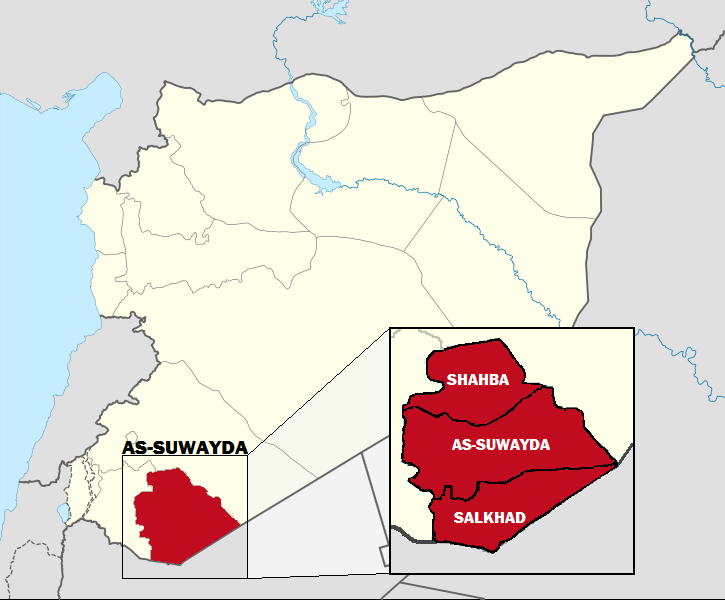

- Distrito As-Suwayda
- Distrito de Salkhad
- Distrito de Shahba

### Gobernación de Tartús

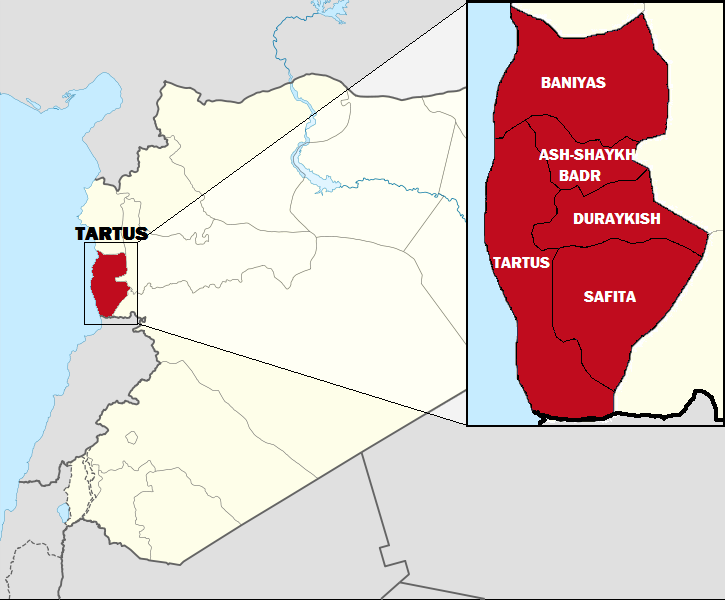

- Distrito Al-Shaykh Badr
- Distrito de Baniyas
- Distrito de Duraykish
- Distrito de Safita
- Distrito de Tartus